# 278

## Nașteri
- MAXENTIUS. ÎMPĂRATUL   ROMAN